# آدم فليتشير (لاعب دوري الرغبي)
آدم فليتشير (بالإنجليزية: Adam Fletcher)‏ هو لاعب دوري الرغبي أسترالي، ولد في 1 ديسمبر 1983.